# Maetsma
Maetsma est un village de 76 habitants de la Commune d'Avinurme du Comté de Viru-Est en Estonie. 